# Křinice
Křinice település Csehországban, Náchodi járásban. Křinice Suchý Důl, Jetřichov, Hejtmánkovice, Broumov, Police nad Metují és Martínkovice településekkel határos. Lakosainak száma 437 fő (2024. január 1.).

## Népesség
A település lakosságának változását az alábbi diagram mutatja:
| Lakosok száma | 1431 | 1262 | 1365 | 516  | 400  | 406  | 430  | 431  | 424  | 437  |
|               | 1869 | 1900 | 1921 | 1961 | 1980 | 2011 | 2016 | 2019 | 2021 | 2024 |